# Crenosoma striatum
Crenosoma striatum är en rundmaskart som först beskrevs av Zeder 1800.  Crenosoma striatum ingår i släktet Crenosoma och familjen Crenosomatidae. Inga underarter finns listade i Catalogue of Life.